# رموز البلدان ف
هذه المقالة تحتوي على رموز البلدان التي تبدأ بالحرف ف.

## جزر فوكلاند
| أيزو 3166-1 رقمي 238                                       | أيزو 3166-1 حرفي-3 FLK                            | أيزو 3166-1 حرفي-2 FK                              | رمز مطار منظمة الطيران المدني الدولي بادئة(es) SF            |
| قائمة مفاتيح الهاتف لدول العالم +500                       | قائمة رموز بلدان اللجنة الأولمبية الدولية —       | النطاق الأعلى في ترميز الدولة .fk                  | منظمة الطيران المدني الدولي تسجيل الطائرات. بادئة (es) VP-F- |
| الهوية الدولية لمشترك الجوال رمز البلد في الهاتف المحمول — | قائمة رموز أعضاء حلف الناتو رمز من ثلاثة حروف FLK | قائمة رموز أعضاء حلف الناتو رمز من حرفين (قديم) FK | مكتبة الكونغرس مارك (نظام فهرسة) FK                          |
| أرقام الهوية البحرية 740                                   | قائمة رموز الاتحاد الدولي للاتصالات FLK           | رموز معايير معالجة المعلومات الفيدرالية FK         | رمز تسجيل المركبات الدولي —                                  |
| GTIN بادئة (es) —                                          | رمز برنامج الأمم المتحدة الإنمائي —               | المنظمة العالمية للأرصاد الجوية رمز البلد FK       | بادئة نداء الاتحاد الدولي للاتصالات —                        |

## جزر فارو
| أيزو 3166-1 رقمي 234                                         | أيزو 3166-1 حرفي-3 FRO                            | أيزو 3166-1 حرفي-2 FO                              | رمز مطار منظمة الطيران المدني الدولي بادئة(es) —          |
| قائمة مفاتيح الهاتف لدول العالم +298                         | قائمة رموز بلدان اللجنة الأولمبية الدولية FAR     | النطاق الأعلى في ترميز الدولة .fo                  | منظمة الطيران المدني الدولي تسجيل الطائرات. بادئة (es) G- |
| الهوية الدولية لمشترك الجوال رمز البلد في الهاتف المحمول 288 | قائمة رموز أعضاء حلف الناتو رمز من ثلاثة حروف FRO | قائمة رموز أعضاء حلف الناتو رمز من حرفين (قديم) FO | مكتبة الكونغرس مارك (نظام فهرسة) FA                       |
| أرقام الهوية البحرية 231                                     | قائمة رموز الاتحاد الدولي للاتصالات FRO           | رموز معايير معالجة المعلومات الفيدرالية FO         | رمز تسجيل المركبات الدولي FO                              |
| GTIN بادئة (es) —                                            | رمز برنامج الأمم المتحدة الإنمائي —               | المنظمة العالمية للأرصاد الجوية رمز البلد FA       | بادئة نداء الاتحاد الدولي للاتصالات —                     |

## فيجي
| أيزو 3166-1 رقمي 242                                         | أيزو 3166-1 حرفي-3 FJI                            | أيزو 3166-1 حرفي-2 FJ                              | رمز مطار منظمة الطيران المدني الدولي بادئة(es) NF          |
| قائمة مفاتيح الهاتف لدول العالم +679                         | قائمة رموز بلدان اللجنة الأولمبية الدولية FIJ     | النطاق الأعلى في ترميز الدولة .fj                  | منظمة الطيران المدني الدولي تسجيل الطائرات. بادئة (es) DQ- |
| الهوية الدولية لمشترك الجوال رمز البلد في الهاتف المحمول 542 | قائمة رموز أعضاء حلف الناتو رمز من ثلاثة حروف FJI | قائمة رموز أعضاء حلف الناتو رمز من حرفين (قديم) FJ | مكتبة الكونغرس مارك (نظام فهرسة) FJ                        |
| أرقام الهوية البحرية 520                                     | قائمة رموز الاتحاد الدولي للاتصالات FJI           | رموز معايير معالجة المعلومات الفيدرالية FJ         | رمز تسجيل المركبات الدولي FJI                              |
| GTIN بادئة (es) —                                            | رمز برنامج الأمم المتحدة الإنمائي FIJ             | المنظمة العالمية للأرصاد الجوية رمز البلد FJ       | بادئة نداء الاتحاد الدولي للاتصالات 3DN-3DZ                |

## فنلندا
| أيزو 3166-1 رقمي 246                                         | أيزو 3166-1 حرفي-3 FIN                            | أيزو 3166-1 حرفي-2 FI                              | رمز مطار منظمة الطيران المدني الدولي بادئة(es) EF          |
| قائمة مفاتيح الهاتف لدول العالم +358                         | قائمة رموز بلدان اللجنة الأولمبية الدولية FIN     | النطاق الأعلى في ترميز الدولة .fi                  | منظمة الطيران المدني الدولي تسجيل الطائرات. بادئة (es) OH- |
| الهوية الدولية لمشترك الجوال رمز البلد في الهاتف المحمول 244 | قائمة رموز أعضاء حلف الناتو رمز من ثلاثة حروف FIN | قائمة رموز أعضاء حلف الناتو رمز من حرفين (قديم) FI | مكتبة الكونغرس مارك (نظام فهرسة) FI                        |
| أرقام الهوية البحرية 230                                     | قائمة رموز الاتحاد الدولي للاتصالات FIN           | رموز معايير معالجة المعلومات الفيدرالية FI         | رمز تسجيل المركبات الدولي FIN                              |
| GTIN بادئة (es) 640-649                                      | رمز برنامج الأمم المتحدة الإنمائي FIN             | المنظمة العالمية للأرصاد الجوية رمز البلد FI       | بادئة نداء الاتحاد الدولي للاتصالات OFA-OJZ                |

## فرنسا
| أيزو 3166-1 رقمي 250                                         | أيزو 3166-1 حرفي-3 FRA                            | أيزو 3166-1 حرفي-2 FR                              | رمز مطار منظمة الطيران المدني الدولي بادئة(es) LF                                                |
| قائمة مفاتيح الهاتف لدول العالم +33                          | قائمة رموز بلدان اللجنة الأولمبية الدولية FRA     | النطاق الأعلى في ترميز الدولة .fr                  | منظمة الطيران المدني الدولي تسجيل الطائرات. بادئة (es) F-                                        |
| الهوية الدولية لمشترك الجوال رمز البلد في الهاتف المحمول 208 | قائمة رموز أعضاء حلف الناتو رمز من ثلاثة حروف FRA | قائمة رموز أعضاء حلف الناتو رمز من حرفين (قديم) FR | مكتبة الكونغرس مارك (نظام فهرسة) FR                                                              |
| أرقام الهوية البحرية 226-228                                 | قائمة رموز الاتحاد الدولي للاتصالات F             | رموز معايير معالجة المعلومات الفيدرالية FR         | رمز تسجيل المركبات الدولي F                                                                      |
| GTIN بادئة (es) 300-379                                      | رمز برنامج الأمم المتحدة الإنمائي FRA             | المنظمة العالمية للأرصاد الجوية رمز البلد FR       | بادئة نداء الاتحاد الدولي للاتصالات FAA-FZZ, HWA-HYZ, THA-THZ, TKA-TKZ TMA-TMZ, TOA-TQZ, TVA-TXZ |

## غويانا الفرنسية
| أيزو 3166-1 رقمي 254                                         | أيزو 3166-1 حرفي-3 GUF                            | أيزو 3166-1 حرفي-2 GF                              | رمز مطار منظمة الطيران المدني الدولي بادئة(es) SO         |
| قائمة مفاتيح الهاتف لدول العالم +594                         | قائمة رموز بلدان اللجنة الأولمبية الدولية —       | النطاق الأعلى في ترميز الدولة .gf                  | منظمة الطيران المدني الدولي تسجيل الطائرات. بادئة (es) F- |
| الهوية الدولية لمشترك الجوال رمز البلد في الهاتف المحمول 742 | قائمة رموز أعضاء حلف الناتو رمز من ثلاثة حروف GUF | قائمة رموز أعضاء حلف الناتو رمز من حرفين (قديم) FG | مكتبة الكونغرس مارك (نظام فهرسة) FG                       |
| أرقام الهوية البحرية 745                                     | قائمة رموز الاتحاد الدولي للاتصالات GUF           | رموز معايير معالجة المعلومات الفيدرالية FG         | رمز تسجيل المركبات الدولي F                               |
| GTIN بادئة (es) —                                            | رمز برنامج الأمم المتحدة الإنمائي FGU             | المنظمة العالمية للأرصاد الجوية رمز البلد FG       | بادئة نداء الاتحاد الدولي للاتصالات —                     |

## تاهيتي
| أيزو 3166-1 رقمي 258                                         | أيزو 3166-1 حرفي-3 PYF                            | أيزو 3166-1 حرفي-2 PF                              | رمز مطار منظمة الطيران المدني الدولي بادئة(es) NT         |
| قائمة مفاتيح الهاتف لدول العالم +689                         | قائمة رموز بلدان اللجنة الأولمبية الدولية —       | النطاق الأعلى في ترميز الدولة .pf                  | منظمة الطيران المدني الدولي تسجيل الطائرات. بادئة (es) F- |
| الهوية الدولية لمشترك الجوال رمز البلد في الهاتف المحمول 547 | قائمة رموز أعضاء حلف الناتو رمز من ثلاثة حروف PYF | قائمة رموز أعضاء حلف الناتو رمز من حرفين (قديم) FP | مكتبة الكونغرس مارك (نظام فهرسة) FP                       |
| أرقام الهوية البحرية 546                                     | قائمة رموز الاتحاد الدولي للاتصالات OCE           | رموز معايير معالجة المعلومات الفيدرالية FP         | رمز تسجيل المركبات الدولي F                               |
| GTIN بادئة (es) —                                            | رمز برنامج الأمم المتحدة الإنمائي FPL             | المنظمة العالمية للأرصاد الجوية رمز البلد PF       | بادئة نداء الاتحاد الدولي للاتصالات —                     |

## أراض فرنسية جنوبية وأنتارتيكية
| أيزو 3166-1 رقمي 260                                       | أيزو 3166-1 حرفي-3 ATF                            | أيزو 3166-1 حرفي-2 TF                              | رمز مطار منظمة الطيران المدني الدولي بادئة(es) —          |
| قائمة مفاتيح الهاتف لدول العالم —                          | قائمة رموز بلدان اللجنة الأولمبية الدولية —       | النطاق الأعلى في ترميز الدولة .tf                  | منظمة الطيران المدني الدولي تسجيل الطائرات. بادئة (es) F- |
| الهوية الدولية لمشترك الجوال رمز البلد في الهاتف المحمول — | قائمة رموز أعضاء حلف الناتو رمز من ثلاثة حروف ATF | قائمة رموز أعضاء حلف الناتو رمز من حرفين (قديم) FS | مكتبة الكونغرس مارك (نظام فهرسة) FS                       |
| أرقام الهوية البحرية 501                                   | قائمة رموز الاتحاد الدولي للاتصالات —             | رموز معايير معالجة المعلومات الفيدرالية FS         | رمز تسجيل المركبات الدولي F                               |
| GTIN بادئة (es) —                                          | رمز برنامج الأمم المتحدة الإنمائي —               | المنظمة العالمية للأرصاد الجوية رمز البلد FR       | بادئة نداء الاتحاد الدولي للاتصالات —                     |